# Gino Iorgulescu
George Iorgulescu, plus communément appelé Gino Iorgulescu, est un footballeur roumain né le 15 mai 1956 à Giurgiu. Il évoluait au poste de défenseur central.

## Biographie

### En équipe nationale
International roumain, il reçoit 49 sélections et inscrit 3 buts en équipe de Roumanie entre 1981 et 1986. 
Il joue son premier match en équipe nationale le 11 novembre 1981 contre la Suisse et son dernier le 8 octobre 1986 contre Israël. Il porte à trois reprises le brassard de capitaine en 1986. 
Il fait partie du groupe roumain lors de l'Euro 1984.

## Carrière
- 1973-1975 :  FC Dunărea Giurgiu
- 1975-1989 :  Sportul Studențesc
- 1976-1977 :  FC Progresul Bucarest (prêté par le Sportul Studențesc)
- 1989-1990 :  K Beerschot VAC

## Palmarès
- Vainqueur de la Coupe des Balkans en 1980 avec le Sportul Studențesc
- Vice-champion de Roumanie en 1986 avec le Sportul Studențesc
- Finaliste de la Coupe de Roumanie en 1979 avec le Sportul Studențesc